# John Anthony Burns

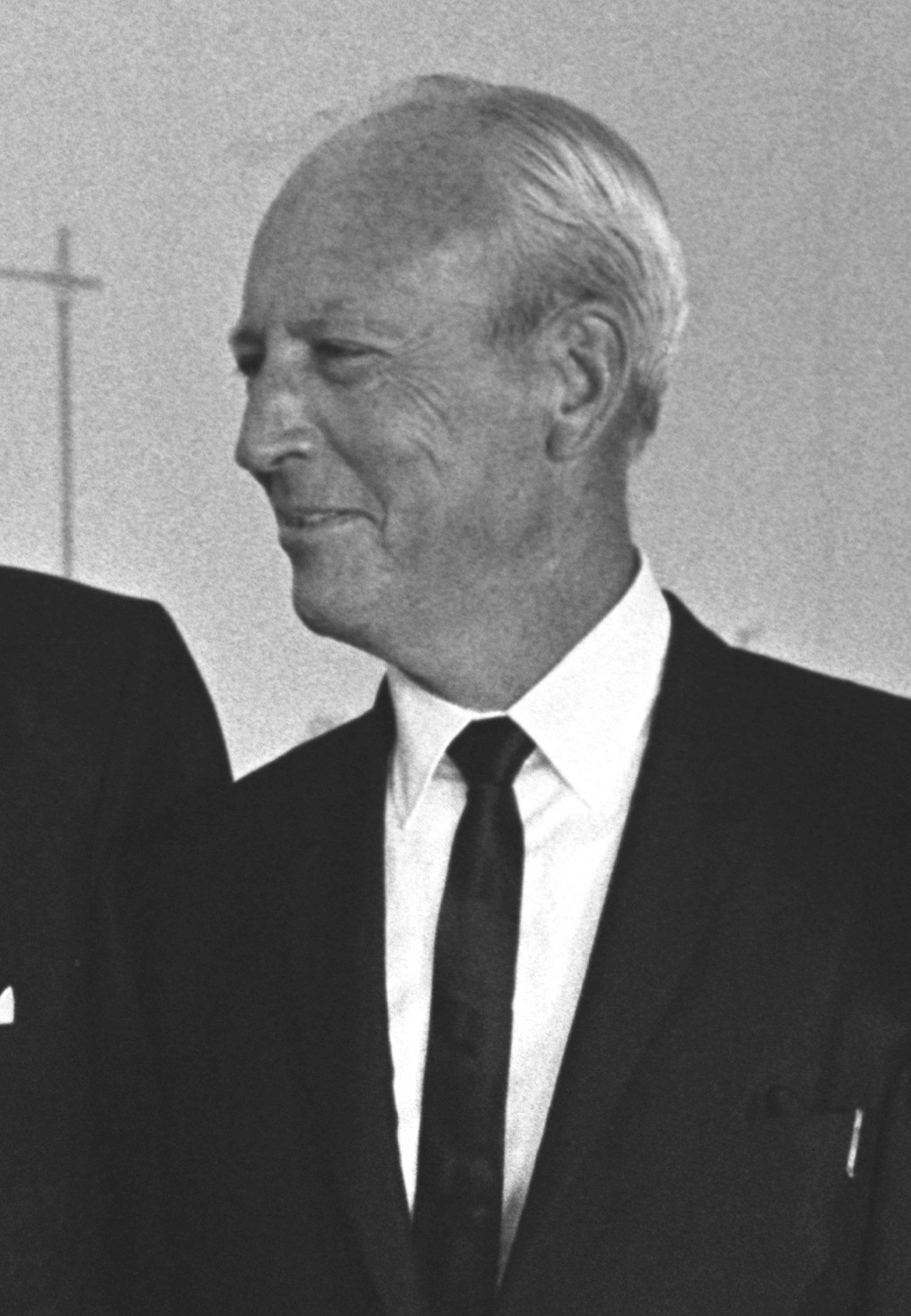
John Anthony Burns (1966)

John Anthony Burns (* 30. März 1909 in Fort Assinniboine, Hill County, Montana; † 5. April 1975 in Honolulu, Hawaii) war ein US-amerikanischer Politiker und von 1962 bis 1974 Gouverneur des Bundesstaates Hawaii. Er gehörte der Demokratischen Partei an.

## Frühe Jahre und politischer Aufstieg
John Burns wurde in Montana geboren, zog aber bereits im Alter von vier Jahren mit seiner Familie nach Hawaii. Er besuchte die Saint Louis High School in Honolulu – zwischendurch diente er von 1927 bis 1928 in der US Army – und schaffte mit 21 Jahren „gerade noch so“ (Zitat) seinen Schulabschluss. Anschließend schrieb er sich an der University of Hawaii ein, verließ sie jedoch bereits nach einem Jahr und heiratete. 1934 wurde er als Polizist im Streifendienst beim Honolulu Police Department eingestellt, wo er bis 1945 verblieb und im Dienstgrad eines Captains 1945 ausschied. Ferner war er ab 1941 Leiter der Sonderabteilung der Polizei für Spionageabwehr bis zu einem Ersuchen des FBI. Burns entschloss sich zum Ende des Zweiten Weltkriegs eine politische Laufbahn einzuschlagen, arbeitete eng mit den neu organisierten Gewerkschaftsführern und japanisch-amerikanischen Kriegsveteranen zusammen, um eine demokratische Partei zu formen, die als Instrument des sozialen Wechsels in Hawaii dienen sollte. Später war er von 1951 bis 1955 als Vermögensverwalter bei der Oahu Civil Defense Agency sowie von 1951 bis 1953 als Vizedirektor der Territorial Civil Defense Agency tätig. Ferner war er von 1952 bis 1956 der Vorsitzende der Demokratischen Partei in Hawaii und saß von 1957 bis 1959 als nicht stimmberechtigter Delegierter aus Hawaii im Repräsentantenhaus der Vereinigten Staaten. Vor und nach dem Zweiten Weltkrieg begehrten die Anwohner Hawaiis nach der Eigenstaatlichkeit. Kongresshearings waren beherrscht von der Kernfrage bezüglich der japanischen Inselbevölkerung. Als Delegierter verfolgte Burns Hawaiis Bemühen bezüglich seiner Eigenstaatlichkeit. Auf Grund der vorgefassten Meinung bezüglich der Japaner und der Besorgnis gegenüber dem kommunistischen Einfluss auf Hawaiis Gewerkschaften wurde die Eigenstaatlichkeit verlangsamt, erst 1959 nahm schließlich der Kongress Hawaii als 50. Bundesstaat in die Union auf. Burns' zweite Amtszeit im Kongress wurde dadurch verkürzt, dass Hawaii schließlich als Staat in die Union aufgenommen wurde.

## Gouverneur von Hawaii
Burns wurde 1962 in das Amt des Gouverneurs von Hawaii gewählt. Während seiner Amtszeit war er 1962 der Vertreter von US-Präsident John F. Kennedy in der South Pacific Commission Conference sowie 1963 Vertreter von Präsident Lyndon B. Johnson mit dem Status eines Sonderbotschafters (Special Ambassador) bei der Einweihung des President Park of Korea. 1964 gab er den Bau des Hawaii State Capitol in Auftrag. Ferner war Gouverneur Burns von 1965 bis 1966 Mitglied des National Governors' Conference Executive Committee und hatte den Vorsitz der Western Governors' Conference von 1967 bis 1968 inne. Im Verlauf der zwölf Jahre, in denen er drei aufeinander folgende Amtszeiten als Gouverneur ableistete, half Burns viele wichtige Grundbestandteile von Hawaiis sozialen und politischen Strukturen zu formen, die seitdem Bestand haben. Burns übte das Amt des Gouverneurs von Hawaii vom 3. Dezember 1962 bis zum 2. Dezember 1974 aus. Er starb am 5. April 1975 in Honolulu und wurde auf dem Punchbowl National Cemetery beigesetzt.